# Збагачувальна фабрика Ягуар
Збагачувальна фабрика Ягуар – підприємство гірничодобувної галузі на південному заході Австралії, складова частина проекту Ягуар.
Фабрику ввели в дію у 2007 році для роботи з продукцією рудника Ягуар, при цьому обладнання перемістили з закритого рудника Кадджебут. Майданчик використовував метод флотації та випускав мідний концентрат з вмістом міді 24,5% (сюди ж потрапляло наявне у руді срібло) та цинковий концентрат з вмістом цинку 48%. Необхідну для запуску флотаційного циклу воду отримали з розташованого за пару кілометрів затопленого кар’єру рудника Тевтонік-Бор (діяв у 1980-х роках).
Проектна потужність фабрики становила 45 тонн руди на годину (біля 400 тисяч тонн на рік). Відомо, що в 2013-му фактично переробили 390 тисяч тонн руди, що дало можливість випустити концентрати, які містили 5 тисяч тонн міді, 34 тисячі тонн цинку та біля 430 тонн срібла.
Концентрати вивозились автотранспортом до розташованого за понад сім сотень кілометрів порту Джерлдтон.
Кілька років майданчик працював лише з продукцією родовища Ягуар, проте з 2011-го почав також отримувати руду копальні Бентлі, а вже у 2012-му Ягуар зупинили. Рудник Бентлі перебував у експлуатації до осені 2023 рокі і за цей час постачив на переробку понад 4,5 млн тонн руди.